# (666182) 2009 YG19
2009 YG19, também escrito como 2009 YG19, é um corpo menor que está localizado no disco disperso, uma região do Sistema Solar. Este objeto está em uma ressonância orbital de 2:5 com o planeta Netuno. Ele possui uma magnitude absoluta de 6,1 e tem um diâmetro estimado de cerca de 265 km. O astrônomo Mike Brown lista este corpo celeste em sua página na internet como um candidato a possível planeta anão.

## Descoberta
2009 YG19 foi descoberto no dia 25 de dezembro de 2009 pelo astrônomo D. L. Rabinowitz.

## Órbita
A órbita de 2009 YG19 tem uma excentricidade de 0,409 e possui um semieixo maior de 55,783 UA. O seu periélio leva o mesmo a uma distância de 32,982 UA em relação ao Sol e seu afélio a 78,583 UA.